# Дихтер, Яков Ефимович
Яков Ефимович Дихтер (Дихтер-Файфер; 12 февраля 1915, Одесса, Херсонская губерния — 23 июня 2000, Москва)  — советский и российский архитектор. Кандидат архитектуры (1971), Заслуженный архитектор Российской Федерации (1993).

## Биография
Родился 12 февраля 1915 года в Одессе. В 1937 году окончил Одесский строительный институт и был призван в Красную армию. Занимался проектированием и строительством оборонительных сооружений на Украине. После демобилизации работал в Москве, в Теапроекте. Принимал участие в проектировании и строительстве театров в Москве и других городах. Был секретарём комитета ВЛКСМ Теапроекта.
После начала Великой Отечественной войны добровольцем отправился на фронт. Служил в артиллерийских войсках. Командовал батареей, дивизионом, был начальником штаба артиллерийского полка на Северо-Западном, 2-м Прибалтийском фронтах, в Южной группе войск. В конце 1946 года гвардии майор Я. Е. Дихтер был уволен в запас.
После демобилизации работал в ВЦСПС. Занимался восстановлением разрушенных войной сооружений, строил санатории и дома отдыха в Крыму, в Московской области, в Белоруссии, в Цхалтубо, Дом профсоюзов в Воронеже, жилые дома и стадионы в Москве. Затем работал в Гипрокинополиграфе, где участвовал в проектировании производственных зданий, реконструкции Дома звукозаписи, Апрелевского завода грампластинок.
С 1954 года работал в САКБ, позднее преобразованном в МНИИТЭП. В составе коллектива под руководством Н. А. Остермана участвовал в проектировании и строительстве кварталов 9, 10 и 12 Новых Черёмушек. Проектировал 16-этажные каркасно-панельные дома серии 1МГ-601, впервые построенные в 10-м квартале Новых Черёмушек. Автор экспериментального проекта 16-этажной гостиницы на 1400 мест в из прокатных панелей конструкции инженера Козлова. Руководил научно-техническим советом по проектированию экспериментального жилого района Чертаново Северное.
Занимался научным исследованием в области индустриального домостроения. Автор книг и статей в журналах и сборниках. В 1971 году защитил диссертацию на соискание учёной степени кандидата архитектуры по теме «Экспериментальное строительство как этап типового проектирования жилища : исследование на опыте московского строительства в 1956—1970 гг.». С 1963 года руководил дипломным проектированием на кафедре архитектуры ВЗПИ.
Член Союза архитекторов СССР с 1939 года. Член КПСС с 1942 года. Как член общества «Знание» активно занимался пропагандой, читал лекции по архитектуре. Член редколлегии газеты «Моспроектовец».
В постсоветское время работал заместителем начальника отдела института «Моспромпроект».
Жил в Москве по адресу: улица Гримау, дом 5/1. Умер 23 июня 2000 года.

## Реализованные проекты
- Санаторий «Коммунист» в Мисхоре (1947—1950)[6]
- Дом отдыха «Ершово» (1948—1950)[6]
- Стадион «Крылья Советов» в Москве (1949—1952)[6]
- Жилой дом ВЦСПС (1950—1953)[6]
- Жилые дома серии 1МГ-601[6]
- Жилые дома для малосемейных серии П-29[6]

## Награды и звания
- Заслуженный архитектор Российской Федерации (1993)[8]
- Орден Александра Невского (1944)[3]
- Два ордена Отечественной войны II степени (1943, 1985)[3]
- Орден Красной Звезды (1942)[3]
- Медаль «За победу над Германией в Великой Отечественной войне 1941—1945 гг.» (1945)[3]

## Сочинения
- Дюбек Л. К., Дихтер Я. Е. Новое в жилищном строительстве Москвы. — М.: Стройиздат, 1974.
- Москва. Какой она будет / ред. Я. Е. Дихтер и др.. — М.: Московский рабочий, 1976.
- Дихтер Я. Е. Многоэтажное жилище столицы. — М.: Московский рабочий, 1979.
- Дихтер Я. Е. Квартира московской семьи. — М.: Московский рабочий, 1984.